# ماتیو ویولا
 ماتیو ویولا (انگلیسی: Matteo Viola؛ زاده ۷ ژوئیهٔ ۱۹۸۷) یک تنیس‌باز اهل ایتالیا است. 